# Spodnji Jakobski Dol
Spodnji Jakobski Dol je naselje v Občini Pesnica.
Krajevno skupnost Jakobski Dol sestavljajo zaselki Drankovec, Flekušek, Kušernik, Mali Dol, Počenik, Ročica, Slatenik, Spodnje Hlapje, Spodnji Jakobski Dol, Zgornje Hlapje in Zgornji Jakobski Dol.
Spodnji Jakobski Dol leži v osrčju Štajerskega vinorodnega okoliša in je del Slovenskih goric,na severu se razteza do naselij, ki spadajo k Sladkemu Vrhu in Velkiter Šentilju, na jugu meji na občini Jurovski Dol in Maribor. Po dolini teče Jakobski potok, kateri izvira nad vasjo Srebotje.
Arheološke najdbe na teh področjih dokazujejo, da so bila območja poseljena že v mlajši kameni dobi.
Spodnji Jakobski Dol ima  svojo osnovno šolo, vrtec, župnijo, prostovoljno gasilsko društvo, Turistično društvo, Športno društvo, KO Rdeči križ, Kulturno umetniško društvo.

## Lega
Spodnji Jakobski Dol leži v zahodnem delu Slovenskih goric. Razprostira se na površini 4,11 km2 in ima 343 prebivalcev. Krajevna skupnost Jakobski Dol je v gručastem naselju, kjer je tudi šola in cerkev.Leži na nadmorski višini 270 m.